# Brazieria entomostoma
Brazieria entomostoma е вид охлюв от семейство Zonitidae.

## Разпространение
Видът е разпространен в Микронезия.